# Marjory Fleming
Marjory Fleming (Kirkcaldy, 15 januari 1803 – aldaar, 19 december 1811) was een kind dat in het laat-georgiaanse tijdperk in Schotland woonde. Zij dankt haar bekendheid aan haar dagboek en de gedichten die ze daarin schreef. Uittreksels uit deze oefenschriftjes werden in 1858 in de krant gepubliceerd en trokken de aandacht van Dr. John Brown, die in 1863 een artikel schreef waarin hij haar in verband bracht met Sir Walter Scott. Dit sentimentele verhaal werkte in de negentiende eeuw de fascinatie voor Marjory Fleming in de hand. Haar apocriefe koosnaam Pet Marjorie was evenwel een verzinsel van een journalist genaamd Farnie; tijdens haar leven werd ze veelal Maidie, Madgie of Muffy genoemd.

## Levensloop
Marjory Fleming werd geboren in het huis 130 High Street, Kirkcaldy, in het graafschap Fife. Dit adres bestaat niet meer. Zij was de tweede dochter van boekhouder en magistraat John Fleming uit Kirkcaldy en Isabella Rae uit Edinburgh, die een aangetrouwde verwant van Walter Scott was. Het gezin behoorde tot de goed opgeleide middenklasse. Na de geboorte van haar jongere zuster Elizabeth ging Marjory ruim een jaar lang bij haar tante in Edinburgh wonen, Marianne Keith, wier tweeëntwintigjarige dochter Isabella werd belast met Marjory’s opleiding. Isa leerde haar lezen, schrijven, rekenen, muziek, geschiedenis en Frans, onderrichtte haar in godsdienst en zeden en vergezelde haar op uitstapjes. Mevrouw Keith, geboren Rae, was getrouwd met de eigenaar van Corstorphine Hill en woonde op het landgoed Ravelstone.
In 1810 en 1811 schreef Marjory in opdracht van haar nicht drie schriftjes vol met allerlei bedenkingen, die door Isabella gecorrigeerd werden; deze ‘dagboeken’ werden tot 1930 in de familie bewaard, waarna ze aan de National Library of Scotland werden geschonken. De zomer van 1810 bracht ze door in Braehead House nabij Cramond bij Mrs. Craufurd, een vriendin van haar tante. In juli 1811 keerde Marjory terug naar Kirkcaldy. Vijf maanden later kreeg ze de mazelen; ze leek aanvankelijk aan de beterhand, maar ontwikkelde waarschijnlijk een hersenvliesontsteking en bezweek, na drie dagen ziekte, op achtjarige leeftijd. Ze werd begraven op het oude kerkhof van Abbotshall in Kirkcaldy. Op haar grafsteen staat niets anders dan ‘M:F 1811’.

## Werken
Marjory Fleming was een kind dat leerde schrijven. Haar dagboeken zijn incoherent en springen van de hak op de tak. Ze vermengt alledaagse observaties over dieren, planten en schilderijen met herkauwde zinsneden uit de Bijbel en moralistische boeken, beklaagt zich over hoe moeilijk wiskunde is en praat dan weer over het nieuws. Ze vertelt onder andere dat ze mijnheer Crakey een heel mooie man vindt (wellicht George Cragie, eigenaar van Cragiehall), dat ze door het oude stadsgedeelte van Edinburgh is gaan wandelen en dat ze naar de komedieshow Bannister’s Budget gaat kijken. Uit haar dagboeken blijkt dat ze veel boeken las, gaande van Shakespeare en Pope tot Robert Burns, en met belangstelling The Newgate Calendar doornam. Ze beschrijft tevens hoe ze slaapt en dat ze zich schuldig voelt wanneer ze zich misdragen heeft.
Haar gedichten gaan onder andere over een aap (‘pug’) en kalkoenen (‘bubblyjocks’), Maria I van Schotland en haar nicht Isabella. Haar kalkoengedicht werd op muziek gezet.
Three Turkeys fair their last have breathed
And now this worled for ever leaved
Their Father & their Mother too
Will sigh & weep as well as you
Mourning for thre osprings fair
Whom they did nurse with tender care
Indeed the rats their bones have cranched
To eternity are they launched
There graceful form & pretty eyes
Their fellow pows did not despise
A direful death indeed they had
That would put any parent mad
But she was more then usual calm
She did not give a singel dam
She is as gentel as a lamb
Here ends this melancholy lay
Farewell poor Turkeys I must say
Interessant is haar taalgebruik, dat slechts weinig Schotse woorden bevat en een voor een achtjarige zeer uitgebreide woordenschat vertoont, ook al spelt ze deze woorden niet altijd correct. Af en toe bezigt ze de oude voornaamwoorden thou en thee, alsook de uitgang -eth voor de derde persoon enkelvoud, die in haar tijd alleen nog in plechtige schrijftaal voorkwam. Dit kan door haar grote leeshonger verklaard worden.

## Pet Marjorie
Een halve eeuw na haar dood verscheen in de lokale courant The Fife Herald het pamflet Pet Marjorie: A Story of Child Life Fifty Years Ago. De samensteller was de in Londen woonachtige Schotse journalist Farnie, die de manuscripten onder ogen had gekregen. Dit zette John Brown ertoe aan, zelf contact met de familie op te nemen en de dagboeken te lezen. Brown was destijds een bekende auteur dankzij het korte verhaal Rab and His Friends, en zijn daaropvolgende artikel ‘Marjorie Fleming’ bereikte een veel groter lezerspubliek dan het oorspronkelijke krantenartikel. Brown begint dit verhaal met een ontroerende scène waarin Walter Scott Marjorie meeneemt en haar gedichten laat voordragen. Dan overloopt hij haar dagboeken en gedichten (en censureert tersluiks woorden als ‘bottom’); tot slot publiceert hij een brief van Elizabeth Fleming, Marjory‘s jongere zuster, die preciezere gegevens over haar familieverbanden verstrekt en hem verzekert dat Marianne Keith en Walter Scott ‘een zeer goede verstandhouding’ hadden. Elizabeth was echter slechts twee jaar oud toen Marjory stierf en al haar kennis was bijgevolg van horen zeggen. Ook stelde Elizabeth dat Scott aan Marjory enkele boeken van Maria Edgeworth cadeau had gedaan, die echter verloren waren.
Na Elizabeths dood in 1881 werd Browns verhaal opnieuw gedrukt. Mark Twain was onder de indruk van haar eerlijke naïviteit en was van mening dat ze talent had, ongeacht of ze al dan niet een favoriet van Scott was geweest. Leslie Stephen nam haar op in zijn biografisch woordenboek, wellicht als ‘kortste leven’, maar nam het verhaal van Brown kritiekloos over.
In 1947 ondernam de academicus Frank Gent een poging om fictie van waarheid te scheiden. Hij concludeerde dat niemand kan zeggen dat Sir Walter Scott en Marjory Fleming elkander nooit hebben ontmoet, maar dat hieromtrent verder niets met zekerheid te vertellen valt. Scott vermeldt haar nergens in zijn brieven en Marjory heeft het enkel over Scotts gedichten, in het bijzonder Helvellyn, nimmer over hem als persoon. In de loop van de twintigste eeuw taande de bekendheid van Marjory Fleming. Het stadsmuseum Kirkcaldy Galleries bewaart enkele voorwerpen die aan haar hebben toebehoord.